# Cambarus
Genre
Cambarus est un genre d'écrevisses nord-américaines de la famille des Cambaridae. Plusieurs de ces espèces sont sur la liste rouge de l'UICN.
L'espèce Cambarus affinis, une écrevisse américaine invasive en Europe, est maintenant décrite sous le taxon Orconectes limosus.

## Liste des sous-genres
Selon ITIS :
- sous-genre Cambarus (Aviticambarus) Hobbs, 1969
- sous-genre Cambarus (Cambarus) Erichson, 1846
- sous-genre Cambarus (Depressicambarus) Hobbs, 1969
- sous-genre Cambarus (Erebicambarus) Hobbs, 1969
- sous-genre Cambarus (Exilicambarus) Bouchard & Hobbs, 1976
- sous-genre Cambarus (Glareocola) Bouchard & Bouchard, 1995
- sous-genre Cambarus (Hiaticambarus) Hobbs, 1969
- sous-genre Cambarus (Jugicambarus) Hobbs, 1969
- sous-genre Cambarus (Lacunicambarus) Hobbs, 1969
- sous-genre Cambarus (Puncticambarus) Hobbs, 1969
- sous-genre Cambarus (Tubericambarus) Jezerinac, 1993
- sous-genre Cambarus (Veticambarus) Hobbs, 1969

## Liste des espèces
- LC : Préoccupation mineure suivant le classement UICN
- NT : Quasi menacé
- VU : Vulnérable
- EN : En danger
- CR : En danger critique d'extinction
- DD : Données insuffisantes